# Liste der Dreitausender im Ötztaler Hauptkamm
Die Liste der Dreitausender im Ötztaler Hauptkamm listet alle Dreitausender im Hauptkamm der Ötztaler Alpen in Tirol bzw. Südtirol auf. Dazu gehören neben Schnalskamm und Gurgler Kamm auch die vom Schnalskamm nach Norden abgehenden Seitenkämme Ramolkamm und Kreuzkamm. Die sortierbaren Tabellen enthalten neben der Höhe und der genauen Lage (Koordinaten) auch die Parameter Dominanz und Schartenhöhe.

## Abgrenzung
Die Definition der Abgrenzung des Ötztaler Hauptkamms von den übrigen Teilen der Ötztaler Alpen sowie die Unterteilung innerhalb ist nicht immer einheitlich. Für diese Liste gelten die folgenden Abgrenzungen:
- Das Hochjoch trennt Weißkamm und Schnalskamm.
- Das Hauslabjoch trennt Schnalskamm und Kreuzkamm.
- Das Niederjoch teilt den Schnalskamm in einen westlichen und einen östlichen Teil.
- Das Querkogeljoch trennt Schnalskamm und Ramolkamm
- Das Langtaler Joch trennt Schnalskamm und Gurgler Kamm
- Das Eisjöchl trennt Schnalskamm und Texelgruppe

## Gipfeldefinition
In den Tabellen werden sämtliche Gipfel über 3000 Meter Höhe berücksichtigt, die eine Schartenhöhe von mindestens 50 Metern aufweisen. Weitere Dreitausender mit weniger als 50 Metern Schartenhöhe finden sich unter der jeweiligen Tabelle.

## Legende
- Rang: Rang, den der Gipfel unter den Dreitausendern einnimmt.
- Bild: Bild des Berges.
- Gipfel: Name des Gipfels.
- Höhe: Höhe des Berges in Metern über dem Meeresspiegel.
- Lage: Administrative Lage sowie Koordinaten des Gipfels
- Dominanz: Die Dominanz beschreibt den Radius des Gebietes, das der Berg überragt. Angegeben in Kilometern mit Bezugspunkt.
- Schartenhöhe: Die Schartenhöhe ist die Höhendifferenz zwischen Gipfelhöhe und der höchstgelegenen Einschartung, bis zu der man mindestens absteigen muss, um einen höheren Gipfel zu erreichen. Angegeben in Metern mit Bezugspunkt.

## Dreitausender im westlichen Schnalskamm (inklusive Kreuzkamm)
Durch Anklicken des Symbols im Tabellenkopf sind die jeweiligen Spalten sortierbar.
| Rang | Bild | Gipfel        | Höhe         | Lage                                | Dominanz              | Schartenhöhe                         |
| ---- | ---- | ------------- | ------------ | ----------------------------------- | --------------------- | ------------------------------------ |
| 1    |      | Fineilspitze  | 3514 m ü. A. | Tirol/Südtirol 46° 47′ N, 10° 50′ O | 4,0 km → Similaun     | 497 m ↓ Niederjoch                   |
| 2    |      | Kreuzspitze   | 3455 m ü. A. | Tirol 46° 49′ N, 10° 52′ O          | 4,7 km → Mutmalspitze | ca. 230 m ↓ Scharte zum Sennkogel    |
| 3    |      | Talleitspitze | 3406 m ü. A. | Tirol 46° 50′ N, 10° 53′ O          | 2,2 km → Kreuzspitze  | ca. 180 m ↓ Scharte zur Kreuzspitze  |
| 4    |      | Hauslabkogel  | 3402 m ü. A. | Tirol 46° 47′ N, 10° 51′ O          | 1,2 km → Fineilspitze | 119 m ↓ Hauslabjoch                  |
| 5    |      | Sennkogel     | 3398 m ü. A. | Tirol 46° 48′ N, 10° 51′ O          | 1,6 km → Kreuzspitze  | ca. 160 m ↓ Scharte zum Hauslabkogel |
| 6    |      | Saykogel      | 3355 m ü. A. | Tirol 46° 48′ N, 10° 51′ O          | 0,7 km → Sennkogel    | ca. 90 m ↓ Scharte zum Sennkogel     |
| 7    |      | Kreuzkogel    | 3338 m ü. A. | Tirol 46° 49′ N, 10° 52′ O          | 0,7 km → Kreuzspitze  | ca. 85 m ↓ Scharte zur Kreuzspitze   |
| 8    |      | Grawand       | 3251 m ü. A. | Südtirol 46° 46′ N, 10° 48′ O       | 1,3 km → Fineilköpfe  | 126 m ↓ Fineiljoch                   |

Weitere Dreitausender (mit weniger als 50 Metern Schartenhöhe):
- Fineilköpfe 3415 m
- Schwarze Wand 3354 m
- Hahlplattenspitze 3263 m
- Graue Wand 3202 m
- Großer Kahndl 3171 m

## Dreitausender im östlichen Schnalskamm
Durch Anklicken des Symbols im Tabellenkopf sind die jeweiligen Spalten sortierbar.
| Rang | Bild | Gipfel                  | Höhe         | Lage                                | Dominanz                        | Schartenhöhe                               |
| ---- | ---- | ----------------------- | ------------ | ----------------------------------- | ------------------------------- | ------------------------------------------ |
| 1    |      | Hintere Schwärze        | 3624 m ü. A. | Tirol/Südtirol 46° 46′ N, 10° 55′ O | 12,9 km → Wildspitze            | 854 m ↓ Hochjoch                           |
| 2    |      | Similaun                | 3599 m ü. A. | Tirol/Südtirol 46° 46′ N, 10° 53′ O | 2,8 km → Hintere Schwärze       | 261 m ↓ Similaunjoch                       |
| 3    |      | Mittlere Marzellspitze  | 3532 m ü. A. | Tirol/Südtirol 46° 46′ N, 10° 54′ O | 0,5 km → Östliche Marzellspitze | ca. 85 m ↓ Scharte zur Östl. Marzellspitze |
| 4    |      | Westliche Marzellspitze | 3529 m ü. A. | Tirol/Südtirol 46° 46′ N, 10° 54′ O | 0,7 km → Mittlere Marzellspitze | ca. 55 m ↓ Scharte zur Mttl. Marzellspitze |
| 5    |      | Mutmalspitze            | 3522 m ü. A. | Tirol 46° 47′ N, 10° 54′ O          | 1,2 km → Hintere Schwärze       | 129 m ↓ Hinteres Schwärzenjoch             |
| 6    |      | Hochwilde               | 3480 m ü. A. | Tirol/Südtirol 46° 46′ N, 11° 1′ O  | 6,2 km → Schalfkogel            | 329 m ↓ Gurgler Eisjoch                    |
| 7    |      | Karlesspitze            | 3462 m ü. A. | Tirol/Südtirol 46° 46′ N, 10° 58′ O | 3,2 km → Schalfkogel            | 192 m ↓ Kleinleitenjoch                    |
| 8    |      | Pfasserspitze           | 3444 m ü. A. | Tirol/Südtirol 46° 46′ N, 10° 56′ O | 0,5 km → Hintere Schwärze       | 79 m ↓ Rossbergjoch                        |
| 9    |      | Faulwand                | 3416 m ü. A. | Südtirol 46° 45′ N, 10° 54′ O       | 1,1 km → Similaun               | ca. 85 m ↓ Scharte zu den Marzellspitzen   |
| 10   |      | Rötenspitze             | 3393 m ü. A. | Tirol/Südtirol 46° 46′ N, 10° 57′ O | 1,2 km → Pfasserspitze          | ca. 155 m ↓ Pfasser Scharte                |
| 11   |      | Falschunggspitze        | 3361 m ü. A. | Tirol/Südtirol 46° 46′ N, 10° 59′ O | 0,9 km → Karlesspitze           | ca. 145 m ↓ Scharte zur Karlesspitze       |
| 12   |      | Fanatspitze             | 3358 m ü. A. | Südtirol 46° 46′ N, 10° 58′ O       | 0,7 km → Karlesspitze           | ca. 90 m ↓ Karlesjoch                      |
| 13   |      | Annakogel               | 3333 m ü. A. | Tirol 46° 46′ N, 11° 1′ O           | 0,6 km → Hochwilde              | ca. 50 m ↓ Scharte zur Hochwilden          |
| 14   |      | Bankspitze              | 3311 m ü. A. | Tirol/Südtirol 46° 46′ N, 11° 0′ O  | 0,4 km → Falschunggspitze       | ca. 65 m ↓ Scharte zur Falschunggspitze    |
| 15   |      | Mutmalkamm              | 3266 m ü. A. | Tirol 46° 47′ N, 10° 55′ O          | 0,5 km → Mutmalspitze           | ca. 50 m ↓ Scharte zur Mutmalspitze        |
| 16   |      | Mitterkamm              | 3207 m ü. A. | Tirol 46° 47′ N, 11° 0′ O           | 0,5 km → Annakogel              | ca. 65 m ↓ Scharte zum Annakogel           |
| 17   |      | Südlicher Schwärzenkamm | 3200 m ü. A. | Tirol 46° 48′ N, 11° 0′ O           | 1,4 km → Mitterkamm             | ca. 80 m ↓ Schwärzenjoch                   |
| 18   |      | Mittlerer Schwärzenkamm | 3165 m ü. A. | Tirol 46° 48′ N, 11° 0′ O           | 0,9 km → Südl. Schwärzenk.      | ca. 80 m ↓ Scharte zum Südl. Schwärzenk.   |

Weitere Dreitausender (mit weniger als 50 Metern Schartenhöhe):
- Östliche Marzellspitze 3550 m
- Hohe Wart 3424 m
- Marzellkamm 3147 m
- Waltswarte 3097 m

## Dreitausender im Ramolkamm
Durch Anklicken des Symbols im Tabellenkopf sind die jeweiligen Spalten sortierbar.
| Rang | Bild | Gipfel                 | Höhe         | Lage                       | Dominanz                       | Schartenhöhe                             |
| ---- | ---- | ---------------------- | ------------ | -------------------------- | ------------------------------ | ---------------------------------------- |
| 1    |      | Großer Ramolkogel      | 3549 m ü. A. | Tirol 46° 51′ N, 10° 58′ O | 7,6 km → Ötztaler Urkund       | 379 m ↓ Fanatjoch                        |
| 2    |      | Schalfkogel            | 3537 m ü. A. | Tirol 46° 48′ N, 10° 58′ O | 4,4 km → Hintere Schwärze      | 348 m ↓ Ramoljoch                        |
| 3    |      | Firmisanschneid        | 3490 m ü. A. | Tirol 46° 49′ N, 10° 57′ O | 2,0 km → Schalfkogel           | 203 m ↓ Firmisanjoch                     |
| 4    |      | Querkogel              | 3448 m ü. A. | Tirol 46° 47′ N, 10° 58′ O | 1,4 km → Karlesspitze          | ca. 105 m ↓ Querkogeljoch                |
| 5    |      | Kleinleitenspitze      | 3446 m ü. A. | Tirol 46° 48′ N, 10° 58′ O | 0,6 km → Schalfkogel           | 73 m ↓ Schalfjoch                        |
| 6    |      | Nördlicher Ramolkogel  | 3427 m ü. A. | Tirol 46° 51′ N, 10° 58′ O | 0,5 km → Großer Ramolkogel     | ca. 80 m ↓ Scharte zum Gr. Ramolkogel    |
| 7    |      | Hinterer Spiegelkogel  | 3424 m ü. A. | Tirol 46° 50′ N, 10° 58′ O | 1,1 km → Firmisanschneid       | 173 m ↓ Spiegeljoch                      |
| 8    |      | Gampleskogel           | 3399 m ü. A. | Tirol 46° 52′ N, 10° 59′ O | 2,1 km → Nördlicher Ramolkogel | 133 m ↓ Scharte zum Nederseitenjoch      |
| 9    |      | Hinterer Diemkogel     | 3398 m ü. A. | Tirol 46° 48′ N, 10° 57′ O | 0,9 km → Schalfkogel           | ca. 90 m ↓ Scharte zum Schalfkogel       |
| 10   |      | Vorderer Diemkogel     | 3368 m ü. A. | Tirol 46° 49′ N, 10° 55′ O | 1,9 km → Hinterer Diemkogel    | ca. 140 m ↓ Scharte zum Mt. Diemkogel    |
| 11   |      | Kleiner Ramolkogel     | 3349 m ü. A. | Tirol 46° 50′ N, 10° 58′ O | 0,4 km → Großer Ramolkogel     | ca. 50 m ↓ Scharte zum Gr. Ramolkogel    |
| 12   |      | Mittlerer Diemkogel    | 3340 m ü. A. | Tirol 46° 48′ N, 10° 56′ O | 0,8 km → Hinterer Diemkogel    | ca. 90 m ↓ Scharte zum Ht. Diemkogel     |
| 13   |      | Mittlerer Spiegelkogel | 3311 m ü. A. | Tirol 46° 50′ N, 10° 57′ O | 0,7 km → Hinterer Spiegelkogel | ca. 100 m ↓ Scharte zum Ht. Spiegelkogel |
| 14   |      | Stockkogel             | 3278 m ü. A. | Tirol 46° 53′ N, 10° 59′ O | 1,2 km → Gampleskogel          | ca. 155 m ↓ Scharte zum Zirmeggenkogel   |
| 15   |      | Gampleskopf            | 3165 m ü. A. | Tirol 46° 52′ N, 10° 57′ O | 0,9 km → Gampleskogel          | ca. 50 m ↓ Scharte zum Gampleskogel      |
| 16   |      | Nederkogel             | 3163 m ü. A. | Tirol 46° 54′ N, 11° 1′ O  | 2,8 km → Stockkogel            | 231 m ↓ Seiter Schartle                  |
| 17   |      | Innerer Grieskogel     | 3107 m ü. A. | Tirol 46° 54′ N, 11° 0′ O  | 1,1 km → Stockkogel            | ca. 100 m ↓ Scharte zum Äuß. Grieskogel  |

Weitere Dreitausender (mit weniger als 50 Metern Schartenhöhe):
- Mittlerer Ramolkogel 3518 m
- Nederseitenjoch 3321 m
- Manigenbachkogel 3314 m
- Zirmeggenkogel 3229 m
- Äußerer Grieskogel 3105 m
- Vorderer Spiegelkogel 3087 m

## Dreitausender im Gurgler Kamm
Durch Anklicken des Symbols im Tabellenkopf sind die jeweiligen Spalten sortierbar.
| Rang | Bild | Gipfel                | Höhe         | Lage                               | Dominanz                       | Schartenhöhe                            |
| ---- | ---- | --------------------- | ------------ | ---------------------------------- | ------------------------------ | --------------------------------------- |
| 1    |      | Hinterer Seelenkogel  | 3470 m ü. A. | Tirol/Südtirol 46° 48′ N, 11° 3′ O | 4,3 km → Hochwilde             | 439 m ↓ Langtaler Joch                  |
| 2    |      | Mittlerer Seelenkogel | 3424 m ü. A. | Tirol 46° 49′ N, 11° 2′ O          | 1,0 km → Hinterer Seelenkogel  | ca. 100 m ↓ Scharte zum Ht. Seelenkogel |
| 3    |      | Hochfirst             | 3403 m ü. A. | Tirol/Südtirol 46° 50′ N, 11° 5′ O | 3,9 km → Hinterer Seelenkogel  | 394 m ↓ Scharte zum Scheiberkogel       |
| 4    |      | Liebenerspitze        | 3399 m ü. A. | Tirol/Südtirol 46° 49′ N, 11° 5′ O | 0,8 km → Hochfirst             | 162 m ↓ Gaisbergjoch                    |
| 5    |      | Rotegg                | 3339 m ü. A. | Tirol/Südtirol 46° 48′ N, 11° 2′ O | 0,6 km → Hinterer Seelenkogel  | ca. 70 m ↓ Scharte zum Ht. Seelenkogel  |
| 6    |      | Rotmooskogel          | 3336 m ü. A. | Tirol/Südtirol 46° 48′ N, 11° 3′ O | 0,5 km → Hinterer Seelenkogel  | ca. 50 m ↓ Scharte zum Ht. Seelenkogel  |
| 7    |      | Granatenkogel         | 3318 m ü. A. | Tirol/Südtirol 46° 50′ N, 11° 4′ O | 1,1 km → Hochfirst             | ca. 175 m ↓ Scharte zum Hochfirst       |
| 8    |      | Vorderer Seelenkogel  | 3286 m ü. A. | Tirol 46° 49′ N, 11° 2′ O          | 0,9 km → Mittlerer Seelenkogel | ca. 90 m ↓ Scharte zum Mt. Seelenkogel  |
| 9    |      | Kirchenkogel          | 3280 m ü. A. | Tirol 46° 49′ N, 11° 4′ O          | 0,5 km → Liebenerspitze        | ca. 105 m ↓ Scharte zur Liebenerspitze  |
| 10   |      | Heuflerkogel          | 3238 m ü. A. | Tirol/Südtirol 46° 49′ N, 11° 4′ O | 0,7 km → Liebenerspitze        | ca. 50 m ↓ Scharte zur Liebenerspitze   |
| 11   |      | Trinkerkogel          | 3160 m ü. A. | Tirol/Südtirol 46° 49′ N, 11° 4′ O | 0,3 km → Heuflerkogel          | ca. 95 m ↓ Scharte zum Heuflerkogel     |
| 12   |      | Scheiberkogel         | 3133 m ü. A. | Tirol/Südtirol 46° 48′ N, 11° 3′ O | 0,4 km → Rotmooskogel          | 78 m ↓ Rotmoosjoch                      |
| 13   |      | Langtaler Jochspitze  | 3155 m ü. A. | Tirol/Südtirol 46° 47′ N, 11° 2′ O | 0,6 km → Rotegg                | ca. 60 m ↓ Scharte zum Rotegg           |
| 14   |      | Schermerspitze        | 3116 m ü. A. | Tirol 46° 53′ N, 11° 5′ O          | 4,6 km → Jochköpfl             | 291 m ↓ Königsjoch                      |
| 15   |      | Kirchenkogel          | 3113 m ü. A. | Tirol 46° 54′ N, 11° 5′ O          | 1,3 km → Schermerspitze        | 170 m ↓ Scharte zur Schermerspitze      |
| 16   |      | Wurmkogel             | 3082 m ü. A. | Tirol 46° 53′ N, 11° 5′ O          | 0,8 km → Schermerspitze        | ca. 130 m ↓ Scharte zur Schermerspitze  |
| 17   |      | Königskogel           | 3050 m ü. A. | Tirol/Südtirol 46° 51′ N, 11° 4′ O | 1,9 km → Granatenkogel         | 148 m ↓ Aperes Ferwalljoch              |
| 18   |      | Festkogel             | 3049 m ü. A. | Tirol 46° 51′ N, 11° 3′ O          | 1,1 km → Granatenkogel         | ca. 95 m ↓ Scharte zum Granatenkogel    |
| 19   |      | Racinespitze          | 3037 m ü. A. | Südtirol 46° 50′ N, 11° 5′ O       | 0,3 km → Hochfirst             | ca. 70 m ↓ Scharte zum Hochfirst        |
| 20   |      | Ebner First           | 3032 m ü. A. | Südtirol 46° 50′ N, 11° 6′ O       | 0,5 km → Seewerspitze          | ca. 125 m ↓ Essener Scharte             |
| 21   |      | Hangerer              | 3020 m ü. A. | Tirol 46° 50′ N, 11° 1′ O          | 0,8 km → Hochebenkamm          | ca. 135 m ↓ Scharte zum Hochebenkamm    |

Weitere Dreitausender (mit weniger als 50 Metern Schartenhöhe):
- Seewerspitze 3286 m
- Eiskögele 3233 m
- Essener Spitze 3202 m
- Hochebenkamm 3166 m
- Imstspitze 3021 m